# Dornier Do X
 (septembre 2023).
Dimensions
Le  Dornier Do X était un hydravion civil allemand construit par les usines Dornier après la Première Guerre mondiale. À son époque, il était le plus grand avion au monde, surpassant largement ses concurrents dans ce domaine.

## Historique
Les premiers croquis de cet appareil furent tracés par Claude Dornier en septembre 1924 mais ce n’est qu’en décembre 1926 que le projet parvint à maturité.
Sa construction a nécessité 240 000 heures de travail et duré 570 jours. Il fut fait, pour la première fois dans l'histoire de l'aéronautique, une maquette grandeur nature (1:1).
Le premier vol eut lieu le 25 juillet 1929 près de la ville suisse d'Altenrhein sur le lac de Constance pour contourner l'interdiction faite à l'Allemagne par le traité de Versailles de construire des avions. Alors que seuls des essais de prise de vitesse étaient prévus pour tester la manœuvrabilité, l’hydravion prit l’air pendant quelques mètres après que le chef pilote d’essai Richard Wagner, plus par curiosité que par audace, eut tiré un peu trop fort sur le manche à balai, les moteurs à plein régime.
Les spécialistes restaient cependant dubitatifs. Claude Dornier décida alors de procéder à un vol de démonstration spectaculaire. Le 21 octobre 1929, le Do X avec à bord 10 membres d’équipage et 159 passagers (des employés de l’usine et leurs familles) effectua un vol de 53 min au-dessus du lac de Constance alors que l’appareil n’était pas encore certifié pour le transport de passagers. Ce chiffre représentait un record qui ne fut battu que 20 ans plus tard par le Lockheed Constitution (168 passagers et 11 membres d’équipage).
Ce n’est qu’en octobre 1930 que l’avion reçut son certificat de recette des mains des services officiels (le Deutsche Versuchsanstalt für Luftfahrt (de)) et fut immatriculé D-1929.
Le choix des moteurs restait un problème majeur. Le moteur de production allemande le plus puissant disponible à cette époque était le Siemens Jupiter, une fabrication sous licence du Bristol Jupiter fournissant 385 kW (525 ch). La puissance de ces moteurs ne suffisait pas pour satisfaire toutes les exigences en fonctionnement ininterrompu du Do X. Les performances des moteurs refroidis par air baissaient au bout d’un certain temps de fonctionnement. Il n’était pas possible non plus de les faire tourner à un régime plus élevé par risque de surchauffe. Le problème ne fut résolu qu’en les remplaçant par des moteurs Curtiss Conqueror à refroidissement par eau de 470 kW (640 ch).

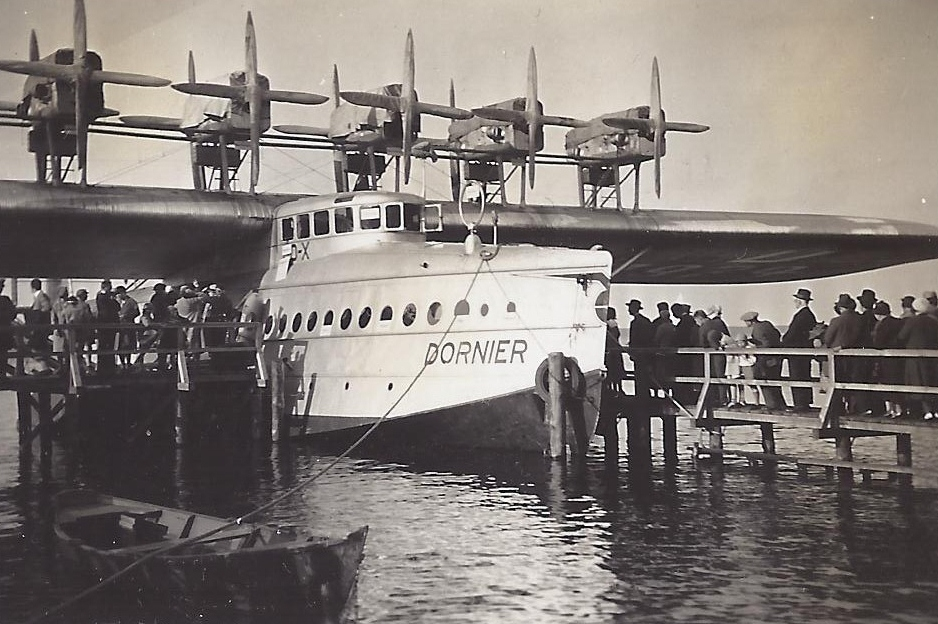
Do X - Sur le lac Müggelsee (Berlin - Allemagne) mai 1932

Pour faire la promotion du Do X, Dornier décida d'effectuer un tour du monde pour démontrer le confort et la fiabilité de son appareil. Des photos d'époque montrent l'aménagement luxueux ainsi que les tableaux réalisés par le peintre de marines Claus Bergen. Le périple commença le 5 novembre 1930. Sa première escale était Amsterdam suivi de l’Angleterre, de la France et du Portugal. Un incendie, heureusement maîtrisé à temps, obligea cependant l’équipe à faire une interruption de deux mois pour faire les réparations. La suite du voyage le mena aux îles Canaries (31 janvier 1931), tout le long de la côte africaine occidentale jusqu’en Guinée portugaise pour traverser l’Atlantique en son point le plus étroit, en direction de Rio de Janeiro (20 juin 1931), puis vers les Antilles en suivant la côte de l’Amérique du Sud, et enfin aux États-Unis. Le Do X amerrit finalement à New York le 27 août 1931. Le 24 mai 1932 le Do X fit une escale à Berlin où il amerrit sur le lac Müggelsee.
Au cours du vol qui l’avait mené aux États-Unis, l’équipage comprenait aussi l’officier navigateur Wilhelm Niemann (de) qui assurait la fonction de copilote et de maître de poste embarqué. Il était responsable du bureau de poste auxiliaire « Dornier Do X » de l’hydravion et du courrier « DO-X Post » acheminé. Le commandant de bord du Do X était Friedrich Christiansen. Sur le vol retour vers Berlin qui passait par Terre-Neuve et les Açores, l’équipage comprenait en outre la pilote Antonie Straßmann (en) à partir du 20 mai 1932.

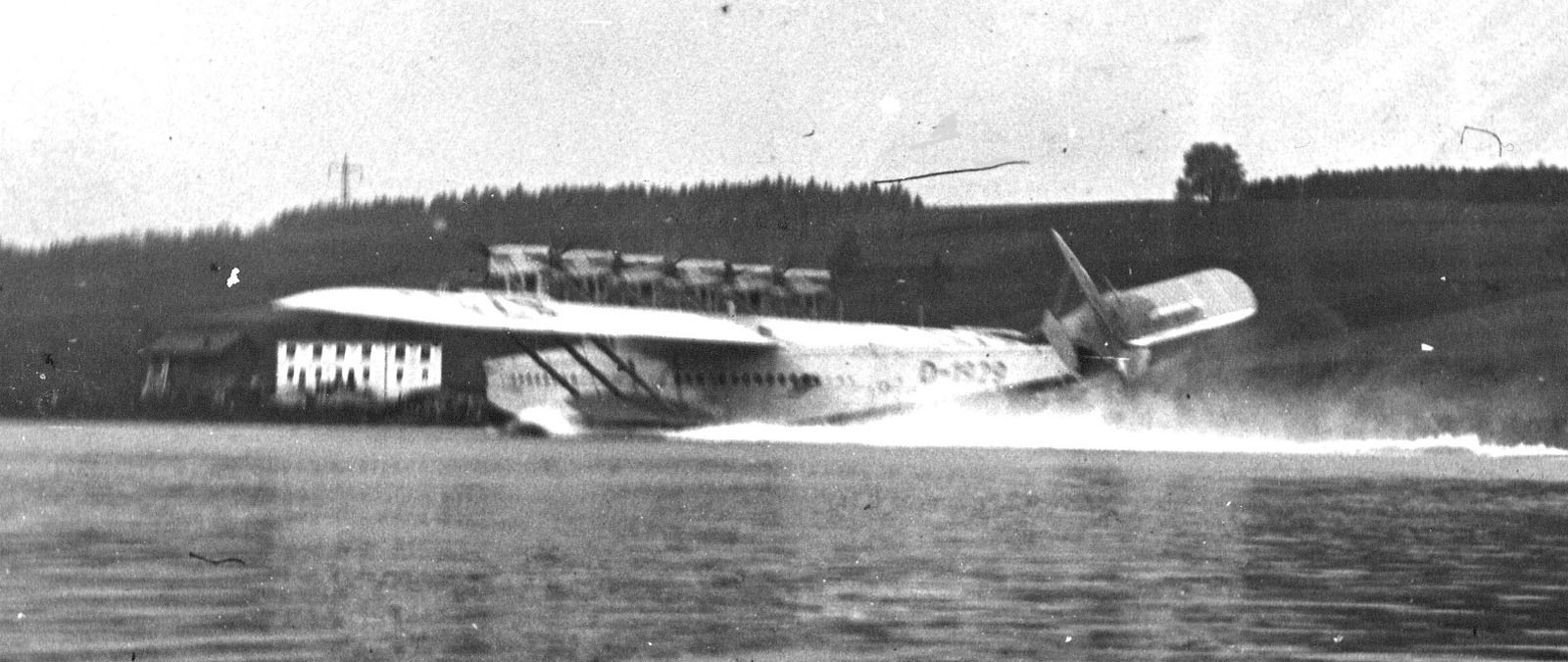
Do X avec son empennage endommagé lors de son posé sur le lac de barrage de la centrale hydroélectrique de Kachlet, le 9 mai 1933

Au cours de la tournée qui s’ensuivit dans toute l’Allemagne, plus d'un million de personnes vinrent admirer l’appareil qui revenait d’un périple mondial de deux ans. Le 9 mai 1933, l’appareil devait se poser sur le lac de barrage de la centrale hydroélectrique de Kachlet près de la ville de Passau pour y faire escale avant de repartir pour une tournée le long du Danube en direction de la Turquie. Le commandant de bord cabra l’appareil trop fortement lors de l'amerrissage et l'empennage se brisa en percutant le plan d'eau. Cet accident fut d’abord tenu secret mais un spectateur fit deux photos. Bien que les dégâts aient été vite réparés, cela marqua le glas de la carrière commerciale du Do X 29 en tant qu’hydravion de transport de passagers. Ceci fut annoncé par le ministère de l’Air (Reichsluftfahrtministerium) en octobre 1934.
Les milieux financiers supprimèrent leur aide. La Lufthansa considérait aussi l’appareil comme non rentable. En plus de ce prototype, deux autres appareils avaient été construits et livrés à l’Italie. Le Do X 1929 fut démonté en 1933 à Travemünde et expédié par bateau à Berlin pour y être exposé dans un musée précurseur du Musée allemand des techniques de Berlin. Il fut détruit au cours d’un bombardement en novembre 1943 et dès la fin de la guerre dépecé par des ferrailleurs professionnels et des collectionneurs. Seules quelques pièces sont encore exposées au musée des techniques de Berlin. Une hélice en bois est exposée dans un musée sur l'île frisonne de Föhr et l’empennage arraché lors de l’accident de 1933 est au musée Dornier de Meersburg.

## Les Do X2 et X3
Le devenir des deux appareils livrés à l’Italie (baptisés Do X 2 Umberto Maddalena et Do X3 Alessandro Guidoni) est pratiquement inconnu. Ils avaient été commandés en 1931 par la compagnie italienne SANA pour desservir des lignes en Méditerranée. Ceci ne se fit cependant pas. Les deux avions furent équipés de moteurs Fiat de 440 kW (600 ch) à la place des moteurs Curtiss. Après avoir franchi les Alpes, ils furent utilisés par les forces armées italiennes à partir de la base d'hydravions de La Spezia. Ils furent testés comme bombardiers et modifiés à cet effet (poste d’observateur arrière sous verrière). L’armée organisa quelques tournées "publicitaires" en Italie pour faire accepter par la population le prix élevé et controversé de ces deux avions. Ces avions auraient été utilisés pour acheminer des troupes lors de l'invasion de l’Éthiopie. Leur endommagement et leur mise au rebut à La Spezia dès 1935 semblent être plus probables.

## Galerie

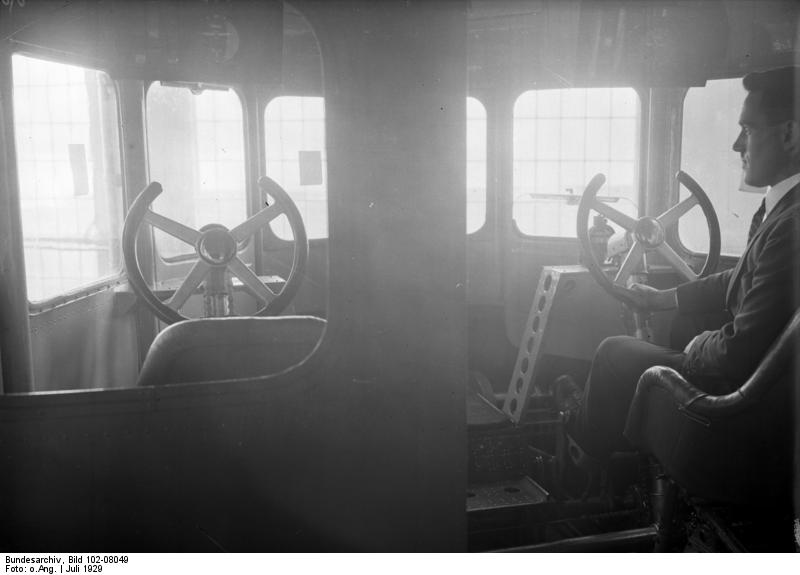
Cockpit et poste de pilotage.
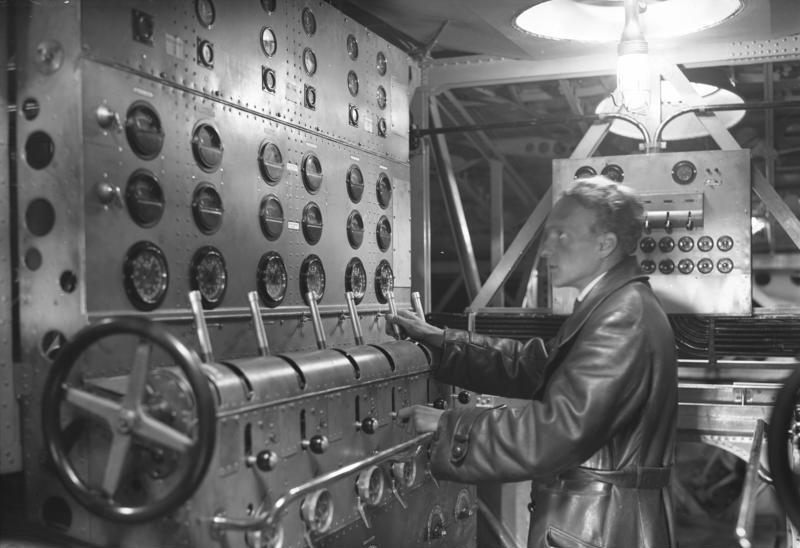
Salle de contrôle machines.
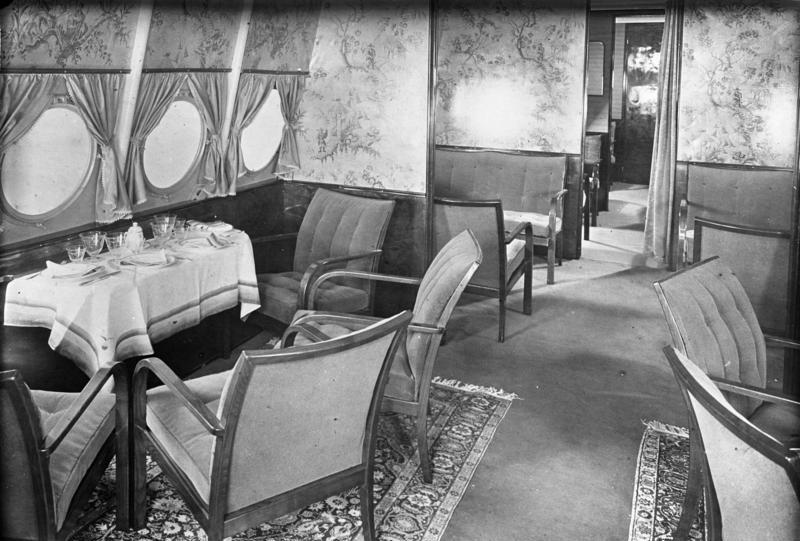
Salle à manger.

## Sources
- (de) Cet article est partiellement ou en totalité issu de l’article de Wikipédia en allemand intitulé « Dornier Do X » (voir la liste des auteurs).